# Вулиця Загула (Львів)
Вулиця Загула — вулиця у Шевченківському районі міста Львова, в місцевості Голоско. Сполучає вулиці Варшавську та Млинову. Прилучається вулиця Тунельна.

## Історія та забудова
Вулиця виникла у 1930-х роках у складі передміського селища Голоско Мале, а назву отримала лише у повоєнний час — вулиця Тунельна бічна. Сучасна назва вулиці походить від 1993 року, на пошану українського поета Дмитра Загула.
Вулиця забудована одно- та двоповерховими приватними садибами різних часів, від 1930-х років до початку XXI століття. З парного боку виділяється низка типових одноповерхових будинків, зведених для робітників у 1930-х—1950-х роках.

## = Примітки
1. 1 2  Знайти поштовий індекс. ukrposhta.ua. Укрпошта. Архів оригіналу за 4 жовтня 2021. Процитовано 31 травня 2025.
2. ↑  Знайти адресу. ukrposhta.ua. Укрпошта. Архів оригіналу за 25 грудня 2022. Процитовано 31 травня 2025.
3. 1 2  1243 вулиці Львова, 2009, с. 456.
4. ↑  Список вулиць Львова для визначення підсудності. advokat-lviv.com.ua. Адвокати Львова. Архів оригіналу за 3 липня 2022. Процитовано 31 травня 2025.
5. ↑  Павло Жежнич (30 травня 2007). Список вулиць Львова (З). lviv.ridne.net. Ріднет. Архів оригіналу за 9 червня 2023. Процитовано 31 травня 2025.
6. ↑  Вулиця Загула. google.com.ua. Google Maps. Архів оригіналу за 26 грудня 2016. Процитовано 31 травня 2025.
7. ↑  Довідник перейменувань вулиць і площ Львова, 2001, с. 93.
8. ↑  Довідник перейменувань вулиць і площ Львова, 2001, с. 22.
9. ↑  Імена видатних людей у вулицях Львова, 2001, с. 50.